# Celtis brasiliensis
Celtis brasiliensis är en hampväxtart som beskrevs av Jules Émile Planchon. Celtis brasiliensis ingår i släktet Celtis och familjen hampväxter. Inga underarter finns listade i Catalogue of Life.